# Marija Kuzniecowa (śpiewaczka)
Marija Nikołajewna Kuzniecowa-Benois, ros. Мария Николаевна Кузнецова (ur. 1880 w Odessie, zm. 25 kwietnia 1966 w Paryżu) – rosyjska śpiewaczka, sopran.

## Życiorys
Śpiewu uczyła się u Ioakima Tartakowa w Petersburgu, tam też debiutowała w 1904 roku jako śpiewaczka operowa w roli Małgorzaty w Fauście. W latach 1905–1914 i 1916–1917 była solistką Teatru Maryjskiego. Gościnnie występowała też na scenach europejskich, m.in. w Berlinie (1908), Paryżu (1908, 1910, 1912, 1914), Londynie (1909, 1910) i Monte Carlo (1914). Kreowała role m.in. Julii w Romeo i Julii Gounoda, Elzy w Lohengrinie Wagnera, Carmen w Carmen Bizeta i Cio-Cio-San w Madame Butterfly Pucciniego. Po rewolucji październikowej uciekła w 1918 roku z Rosji w przebraniu chłopca okrętowego na statku płynącym do Szwecji. Kontynuowała występy na scenach francuskich, również w repertuarze operetkowym, później objęła posadę doradcy artystycznego Teatro Liceo w Barcelonie. W 1929 roku założyła w Paryżu zespół skupiający rosyjskich emigrantów, z którym w 1935 roku koncertowała w Japonii.
Zasłynęła ekspresyjnymi i dopracowanymi rolami scenicznymi, w których łączyła śpiew z doświadczeniem jako aktorka i tancerka. Była pierwszą odtwórczynią roli Fiewronii w operze Nikołaja Rimskiego-Korsakowa Legenda o niewidzialnym grodzie Kiteziu i dziewicy Fiewronii (1907).